# 横田稔 (海軍軍人)
横田 稔（よこた みのる、1903年（明治36年）4月1日 - 1995年（平成7年）10月15日は、日本の元海軍軍人で戦後、高校教師、宣教師になった人物。空母「サラトガ」、軽巡洋艦「ジュノー」を雷撃し、前者を3ヶ月間戦線離脱させ、後者を撃沈した「伊26」潜水艦長である。最終階級は海軍大佐。戦後は長谷川と改姓。高校教師として教鞭をとり、またキリスト教宣教師となった。

## 生涯

### 海兵51期
横田は岡山県出身で、海軍兵学校へ進み海兵51期として卒業した。席次は255名中60番。練習艦隊では「浅間」乗組みとなり、米村末喜艦長、安田義達指導官附らに実務訓練を受ける。「浅間」乗組み候補生には、戦後『海上護衛戦』を著す大井篤、最後の駐米武官補佐官実松譲などがいた。日本近海で航海を行っている最中に関東大震災が発生したため救護任務に従事。その後、豪州方面への遠洋航海を行った。

### 潜水艦
1924年（大正13年）12月、少尉任官。「金剛」、「扶桑」乗組み等の初級士官時代を経て、1929年（昭和4年）11月、大尉に進級した。水雷学校高等科を卒業し、「伊56」潜水艦航海長兼分隊長に補されたのが潜水艦歴のはじまりである。海兵51期からは軍令部で潜水艦を担当した有泉龍之助、井浦祥二郎、「ワスプ」を撃沈した「伊19」潜水艦長木梨鷹一、「サラトガ」を雷撃した「伊6」潜水艦長稲葉通宗ら18名が潜水艦を専門とする士官となり、うち12名が戦没、または殉職している。横田は1934年（昭和11年）5月に「呂28」潜水艦長兼「呂26」潜水艦長になるまでほぼ一貫して潜水艦乗組みが続いた。「伊22」潜水艦長を経て、潜水学校甲種学生として潜水艦長教育課程を修了。「呂63」、「伊66」、「伊65」、「伊54」と潜水艦長を歴任した。1939年（昭和14年）10月から、1941年（昭和16年）7月まで潜水学校副官、「伊26」（「伊27」から名称変更）の艤装委員長として11月6日の竣工を迎え、初代艦長となる。

### 太平洋戦争
伊26潜水艦長

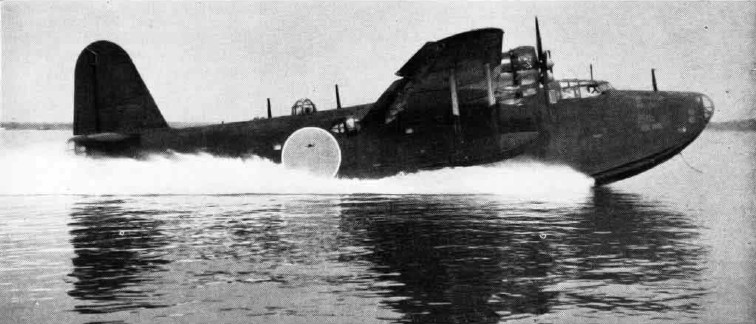
K作戦は二式大艇の最初の実戦投入であった。

同艦は第一潜水戦隊第四潜水隊に属したが、すでに日米開戦は目前の時期であった。11月19日には、アリューシャン方面の偵察にあたるため横須賀軍港を出撃した。訓練は未成であったため、訓練を行いながらの航海であった。「伊26」は、米艦船の針路によっては電信を発し、真珠湾攻撃に向かう南雲機動部隊との接触を回避する役割を担っていたが、アッツ島、キスカ島、ダッチハーバーなどに米艦船を認めることは無かった。12月8日の開戦を迎えた直後、「伊26」は米輸送船「シンシア・オルソン」（2140t）を砲撃によって撃沈した。横田は船員が脱出できるよう配慮したが、37名と推定される乗員は行方不明となっている。次いで米西海岸での通商破壊戦に向かったが戦果はなかった。
翌年1月にクェゼリン環礁に戻った「伊26」に待っていたのはK作戦である。この作戦は真珠湾を二式大艇をもって爆撃するもので、潜水艦6隻が誘導、給油、救助待機などの役割を持ち、「伊26」は給油担当の予備艦としてフレンチフリゲート環礁へ向かい、給油中は哨戒を担当した。

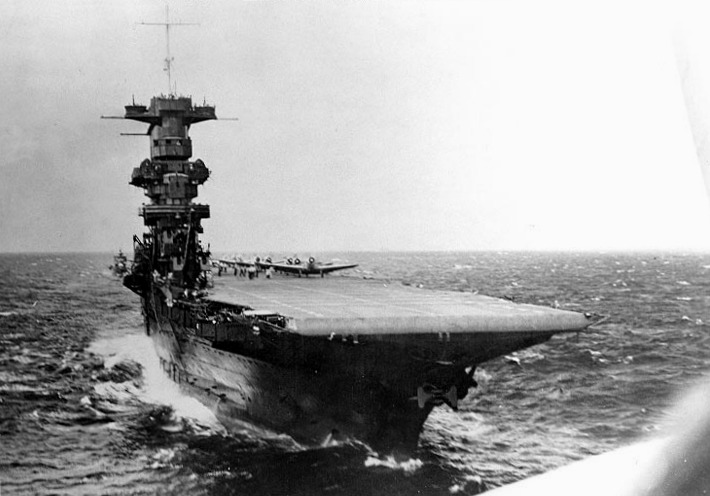
横田が雷撃した「サラトガ」の離脱により、米海軍の太平洋方面実働空母は「ワスプ」と「ホーネット」の2隻となり、2週間後に木梨鷹一が「ワスプ」を撃沈したため一時は「ホーネット」のみとなる。

3月末に日本へ戻り、「伊26」は修理を受けた。5月から7月にかけて米西海岸で通商破壊戦に従い、商船「コースト・トレーダー」（3286t）を撃沈し、またバンクーバー島の通信施設を砲撃している。8月にはソロモン諸島方面に出撃し、サンクリストバル島付近で僚艦5隻と哨戒中に、大型艦2隻などを発見した。潜航したため一度は姿を見失ったが、翌朝反転して哨戒区に戻ろうとしたところでレキシントン型空母を発見する。これが戦艦1、巡洋艦3、駆逐艦7によって護衛されていた「サラトガ」であった。横田は距離3000メートルから魚雷6本を発射し2本の命中を得て、「サラトガ」を自力航行不能に陥れる。「伊26」は5時間あまりの制圧攻撃を回避し帰還。「サラトガ」は1月に「伊6」潜水艦によって4ヶ月以上戦線離脱する損害を受けたのに続き、今度は3ヶ月以上戦線を離脱することとなり、乗艦していたフレッチャー提督は負傷した。ただし、戦中の日本海軍は「伊26」のこの戦果を認識していなかった。

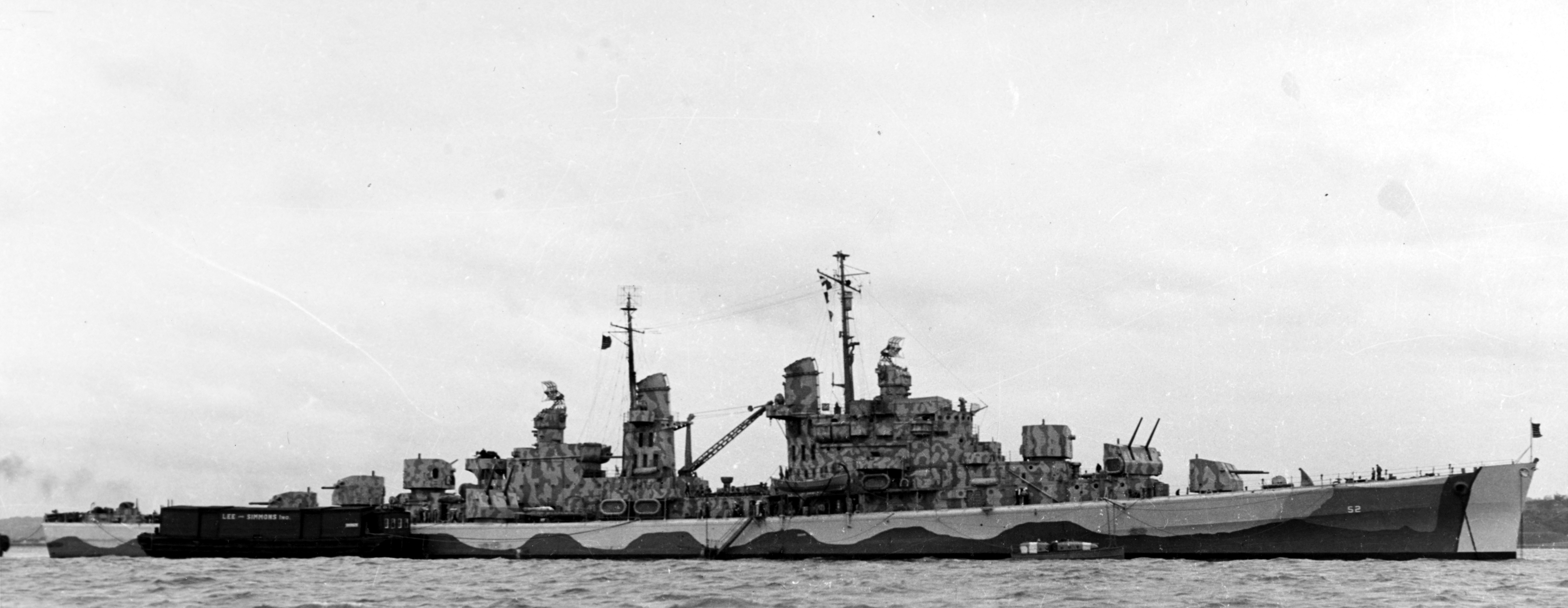
「ジュノー」の戦死者にはサリヴァン兄弟5名が含まれる。

11月13日早朝、ガダルカナル島付近での哨戒を命じられた「伊26」は重巡洋艦「サンフランシスコ」、軽巡洋艦「ジュノー」などを発見した。これらの米海軍部隊は、前夜に日本海軍の戦艦「比叡」などと交戦（第三次ソロモン海戦）した部隊で、「ジュノー」はすでに損傷を受けていた。横田は重巡を攻撃目標としたが、「あわてて撃ってしまった」ために、三本発射した魚雷は重巡ではなく、一本が「ジュノー」に命中し、同艦は沈没した。同艦の戦死者は、艦長をはじめとして676名に達し、米海軍四大悲劇のひとつとなった。
再び日本で「伊26」の修理を行い、1943年（昭和18年）1月、トラックへ進出。ガダルカナル島への輸送や、ビスマルク海海戦の漂流者救助などを行っている。豪州方面では交通破壊戦に従事し、「レシナ」（4732t）、「コウアラ」（2125t）を撃沈した。
その後

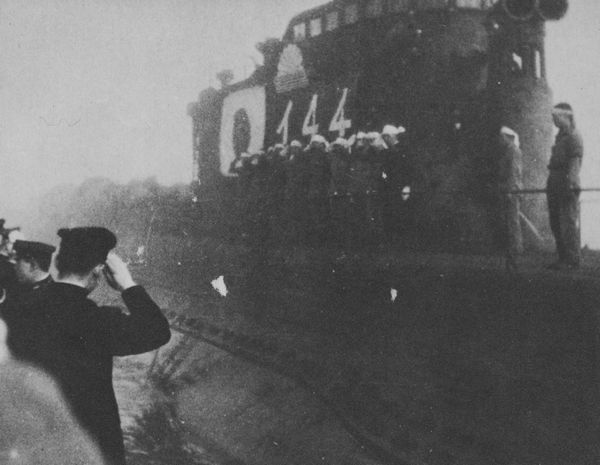
「伊44」は横田の離任後回天作戦に従い、後任艦長は回天を発進させず更迭される。この写真は1945年4月3日に撮影されたもので、翌日再び回天作戦に出撃する。しかし18日に撃沈され回天隊員を含む130名全員が戦死した。

8月、横田は第一潜水戦隊（司令官古宇田武郎少将）の首席参謀に補された。第一潜水戦隊司令部は、第17師団を上海からラバウルへ輸送する任務が与えられており、この船団はT2号輸送部隊と称された。部隊は旗艦「平安丸」のほか特設艦船3隻、駆逐艦3隻で構成され人員6000名弱、車両170両、軍需品800立方メートルの輸送に成功した。
1944年（昭和19年）1月、「伊44」潜水艦の艤装員長となり、竣工後に初代艦長に就任。同艦は第六艦隊第一五潜水隊に所属し、あ号作戦に策応するためニューアイルランド島付近で米海軍艦艇を待ち受けたが、米海軍の優秀な潜水艦対策に苦しめられた。同様の任務に従事していた日本海軍の潜水艦は6隻が撃沈され、「伊44」も飛行機と駆逐艦の連動した攻撃に損傷を受け、潜航を続けることができず浮上した。ここでスコールに恵まれ駆逐艦からの離脱に成功した。飛行機は上空に留まっていたが、攻撃してこなかったという。「伊44」修理のため日本へ戻った横田は特攻兵器回天の実験に立ち会っている。10月に大佐へ進級。第十一潜水戦隊参謀に転じ、潜水艦乗員の訓練を担当した。1945年（昭和20年）7月、第五十二潜水隊司令となるがほどなく終戦を迎えた。

### 戦後
10月、横田は復員輸送艦「鹿島」の艦長となり、復員輸送に従事。神奈川県で高校教師を務め、キリスト教に入信し宣教師となった。横田は入信の理由を「戦争の虚しさをつくづくと感じ、悔い改めようとした」と述べ、高校教師としては明快な教え方や親しみやすい人柄で生徒達から「艦長」と呼ばれ慕われたという。晩年や没年月日は、ほとんど知られていない。